# Россинский, Кирилл Васильевич
Кири́лл Васи́льевич Росси́нский (17 марта 1774 года — 12 декабря 1825 года) — протоиерей войска Черноморского, проповедник. Активно участвовал в деле просвещения на вверенной ему территории

## Биография
Россинский родился 17 марта 1774 года в Новомиргороде в семье священника из Малороссии. Обучение он проходил в Новороссийской духовной семинарии, где 20 апреля 1795 года был посвящён в стихарь для проповедования слова Божия. Окончив курс обучения, Россинский устроился учителем информаторского класса и Закона Божия в Новороссийскую семинарию. В 1798 году он женился. Будучи 13 июня 1798 года посвящён в священники (перед этим в дьяконы), он ушёл с учительской службы. Уже 24 августа того же года Россинский был определён священником в Новомиргородскую церковь Рождества Богородицы. Своими успехами в проповедях он привлёк внимание епархиального начальства, в связи с чем был назначен обучать произнесению проповедей новых священников при кафедральной церкви.

### Церковные преобразования
В 1800 году Россинский был возведён в сан протоиерея и переведён в Таганрог. 19 июня 1803 года по просьбе почётной депутации от всего войска Черноморского, он был назначен Афанасием (Ивановым), архиепископом Екатеринославским, в город Екатеринодар войсковым протоиереем Черноморского войска и одновременно первоприсутствующим Екатеринодарского духовного правления. Разносторонние способности и знания помогли приобрести ему вскоре вес среди Черноморского войска и населения. Ввиду малого количества священников в крае (всего 10 человек), Россинский, с согласия войскового начальства, лично выбрал из числа местных жителей и обучил способных людей, которых затем направил к Екатеринославскому Преосвященному для рукоположения. В течение двух лет количество священнослужителей значительно увеличилось. Также вызывал священников из внутренних губерний. Затем, будучи озабочен малым числом церквей, (которых было всего четыре, кроме часовен) он предпринимал иногда поездки по краю на два месяца для сбора подаяний на постройку храмов. Собранные суммы позволили Россинскому в короткие сроки заложить во многих станицах деревянные церкви, для постройки которых вызвал из России мастеров. Также он лично контролировал процессом возведения и материалами. Результатом этого стали 27 церквей, построенных за всё время его службы в Черноморье. Наградой за это Россинскому стали бархатная скуфья и палица.

### Развитие образования Кубани
В дальнейшем Россинский почти всё своё время отдавал делу просвещения в Черноморском крае, имевшем до него только одно низшее учебное заведение. Впоследствии он именовался «просветителем Черноморского края». Он опять обратился к сбору пожертвований и за короткое время сумел собрать более 10 000 рублей ассигнациями. Первой инициативой в этом направлении стало преобразование 14 декабря 1806 года школы в Екатеринодаре в уездное училище; на постройку здания для него и на его содержание войсковая канцелярия постановила отпускать ежегодно пособие в 1500 рублей. Получив назначение смотрителем училища, Россинский быстро смог наполнить его учениками и вызвать из России хороших преподавателей (сам оставался среди них законоучителем). Также содержал за свой счёт более двенадцати детей, учеников училища, бедных родителей. Вероятно, к 1809 году относится смерть его жены, которая сильно подействовала на него: Россинский был готов оставить своё место и уйти в монастырь, но Екатеринославский Архиепископ не дал своего согласия. Благодаря его ходатайству в 1811 году в уездном училище был образован первый класс гимназии, открытие которой было мечтой протоиерея. За свои успехи в деле просвещения 19 января 1812 года Россинский был награждён орденом св. Анны 3-й степени. 
С целью увеличения притока учащихся в уездное училище и подготовки учеников для гимназии он обратился к вопросам открытия приходских школ. Не рассчитывая на помощь войсковой канцелярии, Россинский вновь обратился к благотворительности. Так, была напечатана и распространена Высочайшая грамота 1806 года Черноморскому войску за пожертвования на учебное дело, которая позволила ему собрать сумму денег, достаточную для открытия трёх школ. Последние были открыты в Темрюке, Щербиновке и станице Брюховецкой. Надзирателями в эти школы он выбрал лиц из зажиточных и почётных жителей, которые на основании устава должны были заботиться о внешнем и внутреннем благосостоянии школ. У Екатеринославского Архиепископа им было получено разрешение на преподавание в школах латинского языка и нотного пения для детей священно- и церковнослужителей, с правом отчислять за это на школы известную часть кружечного сбора. Вскоре Россинский открыл четвёртое училище — в Гривном. Вслед за неожиданным запретом Екатеринославским Архиепископом в 1815 году использования церковно-кружечных сумм последовало требование к Россинскому дать отчёт в израсходовании средств. Всё сошлось, но источник доходов иссяк, из-за чего многие учителя оставили свои места. Время с 1815 по 1817 год было самым тяжёлым в жизни Россинского — временем его борьбы за существование школ. Школьное дело было спасено, когда в 1817 году явился благотворитель — курский купец С. В. Антимонов, пожертвовавший 6500 рублей. Заботясь, в свою очередь, о просвещении и образовании детей духовенства Черноморского края, Россинский, собрав более трёх тысяч рублей пожертвований и взяв со многих лиц обещание вносить суммы и далее, открыл в августе 1818 года духовно-приходское училище в Екатеринодаре и стал его первым смотрителем. В 1819 году Россинским были открыты школы ещё в станицах Роговской, Темрюке, Медведовской, Кущёвской, Леушковской и Пластуновской. 
1 декабря 1819 года было получено разрешение открыть на собранные священнослужителем 45 000 рублей гимназию в Екатеринодаре. Непосредственное её открытие состоялось 17 мая 1820 года. Первым её директором, вопреки правилам, был назначен Россинский. Его усердием в гимназию были приглашены хорошие учителя, и некоторых из них он содержал за свой счёт. Благодаря ему при гимназии была сформирована библиотека, куда поступили книги из войсковой канцелярии, Межигорского монастыря и прочих мест. Не экономив на ней, Россинский старался, чтобы все лучшие учебники и специальные ученые сочинения приобретались в библиотеку. Кроме наук, положенных по уставу, в котором числились и изящные науки, основания политической экономии и коммерции, а с 1821 года и греческий язык для желающих, Россинский ввёл, также в 1821 году, ещё преподавание военных наук: артиллерии и фортификации; он хотел также ввести в курс и турецкий язык, но не нашлось для этого подходящего преподавателя. Так как в своей деятельности в сфере просвещения Россинский был совершенно лишён поддержки войсковой канцелярии, только Харьковский университет, в ведении которого находилось школьное дело Черноморского края, являлся единственным пособником для него.

### Другая деятельность
Россинский был известен как писатель и сотрудник журналов «Соревнователь просвещения» и «Украинский вестник». Он состоял членом Харьковского Общества наук, считавшего его в числе своих внешних членов по отделению словесных наук, Императорского Человеколюбивого общества, почётным членом Санкт-Петербургского Вольного общества любителей российской словесности. В 1815 году Россинский составил руководство под заглавием: «Краткие правила Российского правописания» (выдержали два издания в Харькове, иждивением Черноморского войска подполковника С. M. Дубоноса). В круг его интересов иногда включалось стихосложение. Отмечался его интерес к музыке и пению: в 1910 году им был приглашён регент, которого он два года содержал за свой счёт, вплоть до образования войскового певческого хора. Также Россинский сочинял проповеди (хотел впоследствии издать их, но из-за смерти дело не сдвинулось), составил пасхалию и разные заметки о Черноморье. Речи его издавались в 1818 («Речь при публичном собрании в Екатеринодарском Уездном Училище 1816 года июля 30-го», Харьков) и в 1820 («Речь при открытии Черноморской Гимназии в Екатеринодаре, 1820 г., мая 17-го», СПб., и «Речь при публичном собрании, в заключение годичного испытания, в Екатеринодарском Училище», Харьков) годах.

### Последние годы жизни
Два года (1821 и 1822) Россинский обвинялся, будто он занимался взяточничеством и присвоением общественных сумм; расследование совершенно сняло с него эти обвинения. Кроме того, постепенно Россинский впал в бедность, но войсковая администрация решила выделить ему 5000 рублей ассигнациями. Также его представили к награждению орденом Св. Анны II степени, с алмазными украшениями, но награждение не состоялось. Напряжённая деятельность, при отсутствии поддержки, подорвала силы священнослужителя, и в начале 1825 года он заболел и направил в школьный комитет Харьковского университета просьбу об отставке; после многих попыток удержать его комитет, наконец, предписал Россинскому сдать должность по форме одному из учителей. По причине его болезни сдача дел шла медленно, и, не окончив её, 12 декабря 1825 года он скончался.
Россинский погребён в Екатеринодарском Воскресенском соборе, по левую сторону алтаря. Над прахом его не поставлено памятника, но в Екатеринодарском окружном училище остался портрет К.В.Россинского, на котором его рукой написано: " Aliis inserviendo consumor", что в переводе с латинского означает: "Служа другим, расточаю себя".    

## Награды
- бархатная скуфья, палица — присвоены за вклад в церковное просвещение Кубани[источник не указан 3265 дней].
- орден св. Анны II степени (19 января 1812, за заслуги по делу просвещения в крае) — присвоен за вклад в развитие образования Кубани[источник не указан 3265 дней].

## Память
- В память о Кирилле Россинском, при преобразовании университет «МЭГУ-Краснодар» получил почётное именование  – «Институт международного права, экономики, гуманитарных наук и управления имени К. В. Россинского»[источник не указан 3265 дней].

- В честь К. В. Россинского была названа одна из улиц Краснодара. В память о Россинском  в Екатеринодаре была открыта бесплатная городская читальня[1].

- За внесённый К. В. Российским личный вклад в образование Кубанского казачьего хора в память об этом в 2011 году  была установлена памятная плита, с горельефом, на здании Центрального концертного зала в Краснодаре.

## Комментарии
1. ↑  Документы, свидетельствующие о деятельности Россинского в сфере просвещения, частично представлены в: Акты, собранные Кавказской Археографической Комиссией. — Тифлис, 1874. — Т. VI. Часть I. — С. 136, 137, 139—142, 145.